# Поградец
Поградец (стара форма Подградец, алб. Pogradec/Pogradeci) — місто в Східній Албанії, центр округу Поградец в області Корча.

## Географія
Місто розташоване на південно-західному березі Охридського озера біля підніжжя гори Мокра і належить до однойменної історико-географічної області Мокра.

## Населення
Населення Поградца у 2012 році становило близько 28 027 жителів, близько половини — албанці-християни, інша половина — албанці-мусульмани. У минулому в місті проживали і македонці.

## Відомі уродженці
- Ласгуш Порадеці (1899) — албанський поет і перекладач арумунського походження.